# Николаев, Фридрих Алексеевич
Фридрих Алексеевич Николаев (18 августа 1931 — 1990) — учёный в области ядерной физики, физики сильноточных излучаемых разрядов и квантовой электроники, лауреат Государственной премии СССР.
Родился 18.08.1931 в Курске.
Окончил физический факультет МГУ им. М. В. Ломоносова (1954).
Работал в ФИАН имени П. Н. Лебедева (старший научный сотрудник) и по совместительству — в Московском авиационном институте им. Серго Орджоникидзе (профессор, в 1982—1990 зав. кафедрой физики).
Доктор физико-математических наук (1977). Диссертации:
- Сечение поглощения γ-квантов ядрами F19, Mg24, Al27 и Ca40 в области дипольного гигантского резонанса : диссертация … кандидата физико-математических наук : 01.00.00. — Москва, 1965. — 119 с. : ил.
- Физика сильноточных разрядов с селективным спектром излучения : диссертация … доктора физико-математических наук : 01.04.08. — Москва, 1976. — 267 с. : ил.

Лауреат Государственной премии СССР (1981, в составе коллектива) — за цикл работ по физике сильноточных излучающих разрядов.
Автор 97 научных работ, двух монографий, одна из которых переведена на английский язык, 4 изобретений.
Лабораторный практикум «Электричество и магнетизм», разработанный на кафедре физики МАИ под его научно-методическим руководством совместно с ВСНПО «Союзучприбор» удостоен серебряной медали ВДНХ в 1988 году.
Сочинения:
- Исследование излучения сильноточных импульсных разрядов в парах металлов в области вакуумного ультрафиолета [Текст] / А. А. Вехов, Ф. А. Николаев, В. Б. Розанов. — Москва : [б. и.], 1973. — 30 с. : ил.; 20 см. — (Препринт/ АН СССР. Физ. ин-т им. П. Лебедева; № 128).
- Магнитные явления и магнитные свойства авиационных материалов : Учеб. пособие / Б. В. Бондарев, Ф. А. Николаев. — М. : МАИ, 1985. — 71 с. : ил.; 20 см.
- Электрические явления и электрические свойства авиационных материалов : Учеб. пособие / Б. В. Бондарев, Ф. А. Николаев. — М. : МАИ, 1984. — 92 с. : ил.; 20 см.
- Работа с пучком тормозного излучения [Текст] : (Особенности методики физ. исследований на электронных ускорителях) / О. В. Богданкевич, Ф. А. Николаев. — Москва : Атомиздат, 1964. — 247 с., 1 л. табл. : ил.; 21 см.
- К возможности применения ультрамягкого рентгена для диагностики плотности плазмы [Текст] / А. А. Вехов, Ф. А. Николаев, В. Б. Розанов ; АН СССР. Ордена Ленина физ. ин-т им. П. Н. Лебедева. Лаборатория квантовой радиофизики. — Москва : [б. и.], 1969. — 23 с. : ил.; 21 см.
- Волновые процессы в современной физике : Учеб. пособие / Е. Г. Гамалий, Ф. А. Николаев, К. Б. Юркевич; Моск. авиац. ин-т им. Серго Орджоникидзе. — М. : Изд-во МАИ, 1990. — 91,[1] с. : ил.; 20 см; ISBN 5-7035-0038-9
- Methods in bremsstrahlung research [Текст] / O. V. Bogdankevich a F. A. Nikolaev ; Transl. by Scripta techn., inc. ; Transl. ed. David E. Alburger. — New York ; London : Acad. press, 1966. — XI, 217 с. : ил.; 24 см.